# Karel De Baere
Karel De Baere (Sint-Niklaas, 5 de febrero de 1925- Sint-Niklaas, 9 de octubre de 1985) fue un ciclista belga que fue profesional entre 1945 y 1959. Durante su carrera profesional, destacan las victorias conseguidas al Omloop Het Volk y al Premio Nacional de Clausura.

## Palmarés
- 1944
  - 1º en el Gran Premio de la villa de Zottegem
- 1945
  - 1º en el Gran Premio Stad Sint-Niklaas
- 1951
  - 1º en el Gran Premio del 1r de mayo - Pulse de honor Vic de Bruyne
  - 1º en el Gran Premio Stad Sint-Niklaas
- 1952
  - 1º en el Circuito Mandel-Lys-Escaut
- 1953
  - 1º en el De Drie Zustersteden
  - 1º en la Roubaix-Huy
- 1954
  - 1º en la Omloop Het Volk
- 1955
  - 1º en el Premio Nacional de Clausura
  - 1º en Elfstedenronde
- 1958
  - 1º en el Premio Nacional de Clausura
  - 1º en el Gran Premio Stad Sint-Niklaas